# Sveriges herrlandskamper i fotboll 1970–1979
Sveriges herrlandskamper i fotboll 1970–1979 omfattar bland annat VM 1970, VM 1974 och VM 1978. 
I VM 1970 i Mexiko spelade Sverige i grupp 2 mot Israel, Italien och Uruguay. Sverige förlorade mot Italien, spelade oavgjort mot Israel och vann mot Uruguay. Målgörare i Sveriges lag var Tom Turesson och Ove Grahn. Det blev dock Italien och Uruguay som tog sig vidare till slutspelet. 
I VM 1974 i Västtyskland spelade Sverige i grupp 3 mot Bulgarien, Nederländerna och Uruguay. Sverige spelade oavgjort mot såväl Bulgarien som Nederländerna och besegrade Uruguay och tog sig därmed till Gruppspel 2. Sveriges målgörare var Ralf Edström och Roland Sandberg. I gruppspel 2 mötte Sverige Polen, Västtyskland och Jugoslavien. Sverige besegrades av Polen och Västtyskland, men slog Jugoslavien. Ralf Edström, Roland Sandberg och Conny Torstensson var målgörare. Det blev Polen och Västtyskland som tog sig till slutspelet, där Västtyskland tog guld genom seger mot Nederländerna och Polen tog brons genom seger mot Brasilien.
I VM 1978 i Argentina spelade Sverige i grupp 3 mot Österrike, Brasilien och Spanien. Sverige spelade oavgjort mot Brasilien, besegrades av Österrike och Spanien. Svensk målskytt var Thomas Sjöberg. Det blev Brasilien och Österrike som tog sig vidare.

## 1970
| Datum        | Spelplats   |         |         | Resultat | Typ av match      |
| ------------ | ----------- | ------- | ------- | -------- | ----------------- |
| 22 februari  | Mexico City | Mexiko  | Sverige | 0 – 0    | Träningsmatch     |
| 1 mars       | Puebla      | Mexiko  | Sverige | 0 – 1    | Träningsmatch     |
| 15 maj       | Budapest    | Ungern  | Sverige | 1 – 2    | Träningsmatch     |
| 3 juni       | Toluca      | Sverige | Italien | 0 – 1    | VM 1970           |
| 7 juni       | Toluca      | Israel  | Sverige | 1 – 1    | VM 1970           |
| 10 juni      | Puebla      | Sverige | Uruguay | 1 – 0    | VM 1970           |
| 25 juni      | Göteborg    | Sverige | Danmark | 1 – 1    | Träningsmatch     |
| 26 augusti   | Helsingfors | Finland | Sverige | 1 – 2    | Träningsmatch     |
| 13 september | Oslo        | Norge   | Sverige | 2 – 4    | Träningsmatch     |
| 14 oktober   | Dublin      | Irland  | Sverige | 1 – 1    | Kval till EM 1972 |
| 28 oktober   | Solna       | Sverige | Irland  | 1 – 0    | Kval till EM 1972 |

## 1971
| Datum       | Spelplats |           |              | Resultat | Typ av match      |
| ----------- | --------- | --------- | ------------ | -------- | ----------------- |
| 2 mars      | Tel Aviv  | Israel    | Sverige      | 2 – 1    | Träningsmatch     |
| 20 maj      | Borås     | Sverige   | Finland      | 4 – 1    | Träningsmatch     |
| 26 maj      | Solna     | Sverige   | Österrike    | 1 – 0    | Kval till EM 1972 |
| 9 juni      | Solna     | Sverige   | Italien      | 0 – 0    | Kval till EM 1972 |
| 20 juni     | Köpenhamn | Danmark   | Sverige      | 1 – 3    | Träningsmatch     |
| 27 juni     | Göteborg  | Sverige   | Västtyskland | 1 – 0    | Träningsmatch     |
| 8 augusti   | Malmö     | Sverige   | Norge        | 3 – 0    | Träningsmatch     |
| 4 september | Wien      | Österrike | Sverige      | 1 – 0    | Kval till EM 1972 |
| 9 oktober   | Milano    | Italien   | Sverige      | 3 – 0    | Kval till EM 1972 |

## 1972
| Datum        | Spelplats |           |                 | Resultat | Typ av match      |
| ------------ | --------- | --------- | --------------- | -------- | ----------------- |
| 26 april     | Genève    | Schweiz   | Sverige         | 1 – 1    | Träningsmatch     |
| 14 maj       | Göteborg  | Sverige   | Tjeckoslovakien | 1 – 2    | Träningsmatch     |
| 25 maj       | Solna     | Sverige   | Ungern          | 0 – 0    | Kval till VM 1974 |
| 10 juni      | Wien      | Österrike | Sverige         | 2 – 0    | Kval till VM 1974 |
| 29 juni      | Malmö     | Sverige   | Danmark         | 2 – 0    | Träningsmatch     |
| 6 augusti    | Solna     | Sverige   | Sovjetunionen   | 4 – 4    | Träningsmatch     |
| 17 september | Oslo      | Norge     | Sverige         | 1 – 3    | Träningsmatch     |
| 15 oktober   | Göteborg  | Sverige   | Malta           | 7 – 0    | Kval till VM 1974 |

## 1973
| Datum        | Spelplats     |               |           | Resultat | Typ av match      |
| ------------ | ------------- | ------------- | --------- | -------- | ----------------- |
| 26 april     | Köpenhamn     | Danmark       | Sverige   | 1 – 2    | Träningsmatch     |
| 23 maj       | Göteborg      | Sverige       | Österrike | 3 – 2    | Kval till VM 1974 |
| 13 juni      | Budapest      | Ungern        | Sverige   | 3 – 3    | Kval till VM 1974 |
| 25 juni      | Solna         | Sverige       | Brasilien | 1 – 0    | Träningsmatch     |
| 8 juli       | Halmstad      | Sverige       | Finland   | 1 – 1    | Träningsmatch     |
| 11 juli      | Uddevalla     | Sverige       | Island    | 1 – 0    | Träningsmatch     |
| 5 augusti    | Moskva        | Sovjetunionen | Sverige   | 0 – 0    | Träningsmatch     |
| 29 augusti   | Helsingfors   | Danmark       | Sverige   | 1 – 2    | Träningsmatch     |
| 29 september | Milano        | Italien       | Sverige   | 2 – 0    | Träningsmatch     |
| 11 november  | Valletta      | Malta         | Sverige   | 1 – 2    | Kval till VM 1974 |
| 27 november  | Gelsenkirchen | Sverige       | Österrike | 2 – 1    | Kval till VM 1974 |

## 1974

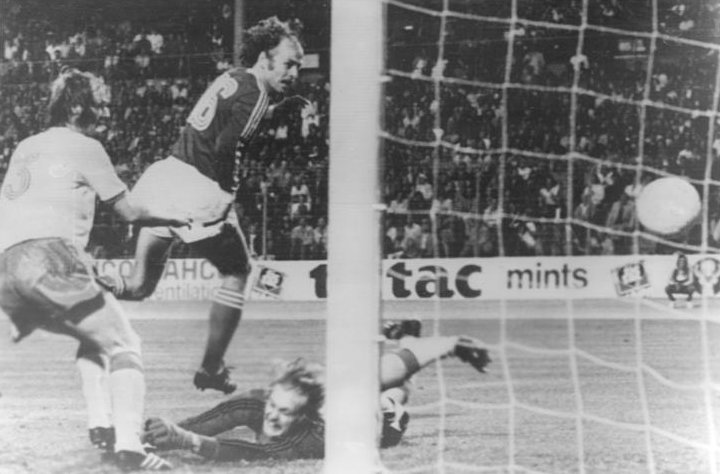
Matchen mellan Sverige och Polen i VM 1974

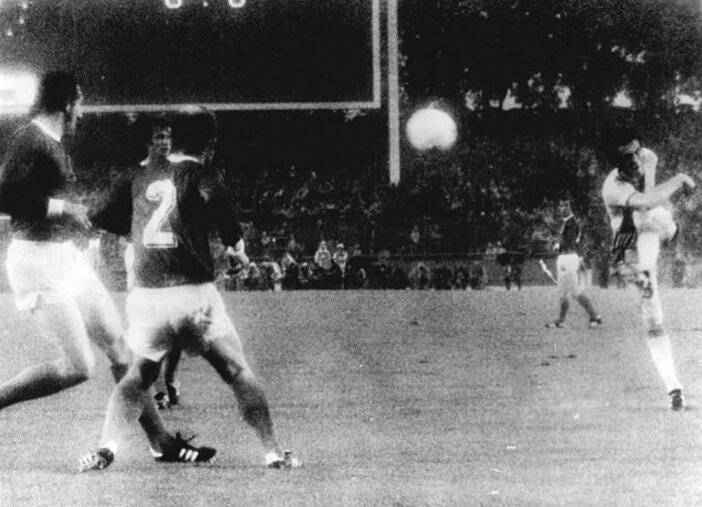
Matchen mellan Sverige och Västtyskland i VM 1974

| Datum       | Spelplats  |                 |               | Resultat | Typ av match      |
| ----------- | ---------- | --------------- | ------------- | -------- | ----------------- |
| 1 maj       | Hamburg    | Västtyskland    | Sverige       | 2 – 0    | Träningsmatch     |
| 3 juni      | Köpenhamn  | Danmark         | Sverige       | 0 – 2    | Träningsmatch     |
| 9 juni      | Malmö      | Sverige         | Schweiz       | 0 – 0    | Träningsmatch     |
| 15 juni     | Düsseldorf | Sverige         | Bulgarien     | 0 – 0    | VM 1974           |
| 19 juni     | Dortmund   | Nederländerna   | Sverige       | 0 – 0    | VM 1974           |
| 23 juni     | Düsseldorf | Uruguay         | Sverige       | 0 – 3    | VM 1974           |
| 26 juni     | Stuttgart  | Sverige         | Polen         | 0 – 1    | VM 1974           |
| 30 juni     | Düsseldorf | Västtyskland    | Sverige       | 4 – 2    | VM 1974           |
| 3 juli      | Düsseldorf | Sverige         | Jugoslavien   | 2 – 1    | VM 1974           |
| 8 augusti   | Göteborg   | Sverige         | Norge         | 2 – 1    | Träningsmatch     |
| 4 september | Solna      | Sverige         | Nederländerna | 1 – 5    | Träningsmatch     |
| 13 oktober  | Bratislava | Tjeckoslovakien | Sverige       | 4 – 0    | Träningsmatch     |
| 30 oktober  | Solna      | Sverige         | Nordirland    | 0 – 2    | Kval till EM 1976 |

## 1975
| Datum        | Spelplats |             |             | Resultat | Typ av match      |
| ------------ | --------- | ----------- | ----------- | -------- | ----------------- |
| 16 april     | Göteborg  | Sverige     | Skottland   | 1 – 1    | Träningsmatch     |
| 19 maj       | Halmstad  | Sverige     | Algeriet    | 4 – 0    | Träningsmatch     |
| 4 juni       | Solna     | Sverige     | Jugoslavien | 1 – 2    | Kval till EM 1976 |
| 30 juni      | Solna     | Sverige     | Norge       | 3 – 1    | Kval till EM 1976 |
| 13 augusti   | Oslo      | Norge       | Sverige     | 0 – 2    | Kval till EM 1976 |
| 3 september  | Belfast   | Nordirland  | Sverige     | 1 – 2    | Kval till EM 1976 |
| 25 september | Malmö     | Sverige     | Danmark     | 0 – 0    | Träningsmatch     |
| 15 oktober   | Zagreb    | Jugoslavien | Sverige     | 3 – 0    | Kval till EM 1976 |

## 1976
| Datum        | Spelplats   |           |         | Resultat | Typ av match      |
| ------------ | ----------- | --------- | ------- | -------- | ----------------- |
| 28 februari  | Tunis       | Tunisien  | Sverige | 1 – 1    | Träningsmatch     |
| 2 mars       | Alger       | Algeriet  | Sverige | 0 – 2    | Träningsmatch     |
| 28 april     | Wien        | Österrike | Sverige | 1 – 0    | Träningsmatch     |
| 11 maj       | Göteborg    | Sverige   | Danmark | 1 – 2    | Träningsmatch     |
| 1 juni       | Helsingfors | Finland   | Sverige | 0 – 2    | Träningsmatch     |
| 16 juni      | Solna       | Sverige   | Norge   | 2 – 0    | Kval till VM 1978 |
| 11 augusti   | Malmö       | Sverige   | Finland | 6 – 0    | Träningsmatch     |
| 8 september  | Solna       | Sverige   | Ungern  | 1 – 1    | Träningsmatch     |
| 22 september | Oslo        | Norge     | Sverige | 3 – 2    | Träningsmatch     |
| 9 oktober    | Basel       | Schweiz   | Sverige | 1 – 2    | Kval till VM 1978 |

## 1977
| Datum       | Spelplats |           |             | Resultat | Typ av match      |
| ----------- | --------- | --------- | ----------- | -------- | ----------------- |
| 27 april    | Glasgow   | Skottland | Sverige     | 3 – 1    | Träningsmatch     |
| 26 maj      | Göteborg  | Sverige   | Norge       | 1 – 0    | Träningsmatch     |
| 8 juni      | Solna     | Sverige   | Schweiz     | 2 – 1    | Kval till VM 1978 |
| 15 juni     | Köpenhamn | Danmark   | Sverige     | 2 – 1    | Träningsmatch     |
| 20 juli     | Reykjavik | Island    | Sverige     | 0 – 1    | Träningsmatch     |
| 17 augusti  | Solna     | Sverige   | Östtyskland | 0 – 1    | Träningsmatch     |
| 7 september | Oslo      | Norge     | Sverige     | 2 – 1    | Kval till VM 1978 |
| 5 oktober   | Malmö     | Sverige   | Danmark     | 1 – 0    | Träningsmatch     |
| 12 oktober  | Budapest  | Ungern    | Sverige     | 3 – 0    | Träningsmatch     |
| 12 november | Wrocław   | Polen     | Sverige     | 2 – 1    | Träningsmatch     |

## 1978
| Datum       | Spelplats     |             |                 | Resultat | Typ av match      |
| ----------- | ------------- | ----------- | --------------- | -------- | ----------------- |
| 4 april     | Leipzig       | Östtyskland | Sverige         | 0 – 1    | Träningsmatch     |
| 19 april    | Solna         | Sverige     | Västtyskland    | 3 – 1    | Träningsmatch     |
| 21 maj      | Solna         | Sverige     | Tjeckoslovakien | 0 – 0    | Träningsmatch     |
| 3 juni      | Mar del Plata | Brasilien   | Sverige         | 1 – 1    | VM 1978           |
| 7 juni      | Buenos Aires  | Sverige     | Österrike       | 0 – 1    | VM 1978           |
| 11 juni     | Buenos Aires  | Spanien     | Sverige         | 1 – 0    | VM 1978           |
| 28 juni     | Borås         | Sverige     | Finland         | 2 – 1    | Träningsmatch     |
| 16 augusti  | Köpenhamn     | Danmark     | Sverige         | 2 – 1    | Träningsmatch     |
| 1 september | Paris         | Frankrike   | Sverige         | 2 – 2    | Kval till EM 1980 |
| 4 oktober   | Solna         | Sverige     | Tjeckoslovakien | 1 – 3    | Kval till EM 1980 |

## 1979
| Datum        | Spelplats        |                 |           | Resultat | Typ av match      |
| ------------ | ---------------- | --------------- | --------- | -------- | ----------------- |
| 19 april     | Tbilisi          | Sovjetunionen   | Sverige   | 2 – 0    | Träningsmatch     |
| 9 maj        | Köpenhamn        | Danmark         | Sverige   | 2 – 2    | Träningsmatch     |
| 7 juni       | Malmö            | Sverige         | Luxemburg | 3 – 0    | Kval till EM 1980 |
| 10 juni      | Solna            | Sverige         | England   | 0 – 0    | Träningsmatch     |
| 28 juni      | Göteborg         | Sverige         | Norge     | 2 – 0    | Träningsmatch     |
| 15 augusti   | Oslo             | Norge           | Sverige   | 2 – 0    | Träningsmatch     |
| 5 september  | Solna            | Sverige         | Frankrike | 1 – 3    | Kval till EM 1980 |
| 26 september | Florens          | Italien         | Sverige   | 1 – 0    | Träningsmatch     |
| 10 oktober   | Prag             | Tjeckoslovakien | Sverige   | 4 – 1    | Kval till EM 1980 |
| 23 oktober   | Esch sur Alzette | Luxemburg       | Sverige   | 1 – 1    | Kval till EM 1980 |
| 14 november  | Kuala Lumpur     | Malaysia        | Sverige   | 1 – 3    | Träningsmatch     |
| 17 november  | Singapore        | Singapore       | Sverige   | 0 – 5    | Träningsmatch     |